# 田园调布学园大学
田园调布学园大学（日语：／）是一所日本私立大学，位于神奈川县川崎市麻生区，2002年大學設立，大学简称田园调布大。它是首都圈西部大学单位互换協定会協定校。

## 沿革
- 1926年，东京·田园调布女学校（现田园调布学园之高等部·中等部）、调布幼稚园设立。
- 1967年，神奈川县川崎市的现在地调布学园女子短期大学设立、英语科开设（學額100名）。
- 1976年，英语科名称变更英语英文科。
- 1990年，日本语日本文化学科开设（學額100名）。
- 1991年，英语英文科名称变更為英语英文学科。
- 1998年，人類福祉学科开设（學額90名）男女共学，校名“调布学园短期大学”变更。
- 1999年，大学男女共学。
- 2002年，田园调布学园大学设立、人類福祉学部开设（學額190名）；调布学园短期大学名称变更作“田园调布学园大学短期大学部”；日本语日本文化学科改组；人類文化学科开设（学額150名）。
- 2006年，人類福祉学部下家庭福祉学科开设（學額100名）。
- 2010年，人類福祉学部地域福祉学科改组、心理福祉学科开设（學額60名）；人類福祉学部子下家庭福祉学科改组。

## 学部
- 人類福祉学部
  - 社会福祉学科社会福祉专攻
  - 社会福祉学科介护福祉专攻
  - 心理福祉学科
- 孩子未来学部
  - 孩子未来学科